# Tianfu (Pengxi)
Tianfu (天福镇,  Tiānfú Zhèn) ist eine Großgemeinde im Südwesten der Volksrepublik China. Sie gehört zum Verwaltungsgebiet des Kreises Pengxi, der seinerseits der bezirksfreien Stadt Suining in der Provinz Sichuan unterstellt ist.
Die Großgemeinde hat eine Fläche von 46,6 Quadratkilometer, 35.900 Einwohner (2017) und liegt etwa 35 km entfernt vom Zentrum von Pengxi.
Tianfu wurde auf dem Tianfu-Feld, benannt nach einem alten Tempel-Platz, am Anfang der Qing-Dynastie gegründet. 1937 wurde Tianfu eine Großgemeinde. Seit 2005 hat Tianfu seine heutige Form.  
Die landwirtschaftliche Nutzfläche von Tianfu beträgt 17,6 Quadratkilometer.

## Administrative Gliederung
Die Großgemeinde ist in 20 Verwaltungsdörfer, 216 Einwohnergemeinschaften und zwei Nachbarschaftskomitees unterteilt. Die Dörfer sind:
- Banting (板亭村)
- Zhangling (长岭村)
- Tianfuzhen (天福镇村)
- Luoxi (落溪村)
- Madao (马道村)
- Baihelin (白鹤林村)
- Zhangping (长坪村)
- Shishan (狮山村)
- Anjiagou (安家沟村)
- Fengzhuang (丰庄村)
- Chafanggou (茶房沟村)
- Xianlin (先林村)
- Shuanghe (双合村)
- Qiaomu (桥木村)
- Sanguan (三关村)
- Fanghe (方河村)
- Zhaoujiagou (赵家沟村)
- Sugouqiao (苏沟桥村)
- Zhengjiagou (郑家沟村)
- Guanmiao (关庙村)